# Maurice de Saxa
Maurice de Saxa (germană Moritz Graf von Sachsen) (28 octombrie 1696 – 20 noiembrie 1750) a fost un nobil german în serviciul Franței care a ajuns mareșal al Franței. 
Maurice s-a născut la Goslar și a fost fiul nelegitim al regelui August al II-lea al Poloniei și al contesei Maria Aurora de Königsmarck.
A avut sub comanda sa un regiment german în serviciul francez (1719) și a adus îmbunătățiri pregătirii militare, în special în practica tragerii cu muscheta. A condus cu succes forțele franceze în Războiul pentru Succesiunea la Tronul Austriei, ocupând Praga (1741) și invadând regiunea din Țările de Jos aflată sub ocupație austriacă. Acolo  a câștigat Bătălia de la Fontenoy (1745) și a ocupat Bruxelles și Anvers (1746). Numit mareșal al Franței de către Ludovic XV, Saxe a condus cu succes invazia Olandei din anul 1747.